# Megrez
Megrez (δ Ursae Majoris / δ UMa / 69 Ursae Majoris) es una estrella en la constelación de la Osa Mayor de magnitud aparente +3,32.

## Nombre
El nombre de Megrez proviene del árabe Al-Maghriz y significa «el principio de la cola» —de la osa—, indicando su posición dentro de la constelación.
En China, esta estrella era conocida como Kwan y Tien Kuen, «la autoridad celestial».
Para los hindúes puede haber sido Atri, uno de los siete rishis.

## Características
Junto con otras estrellas de la constelación —como Alioth (ε Ursae Majoris), Phecda (γ Ursae Majoris) y Merak (β Ursae Majoris), entre otras— forma parte de la asociación estelar de la Osa Mayor, un grupo de estrellas de edad similar que se mueven al unísono por el espacio. Se encuentra a 81,4 años luz del sistema solar, distancia similar a la de otros miembros de la asociación.
Megrez es una estrella blanca de la secuencia principal de tipo espectral A3V. Con una temperatura efectiva de 8630 K, su luminosidad es 20 veces mayor que la del Sol.
Tiene un radio aproximadamente el doble del radio solar y gira sobre sí misma con una velocidad de rotación proyectada de 233 km/s.
Su masa duplica la del Sol y tiene una edad estimada de 50 millones de años, habiendo recorrido el 60% de su trayecto dentro de la secuencia principal.
A diferencia de otras estrellas semejantes, como Denébola (β Leonis) o Merak, no se ha detectado un disco circunestelar de polvo en torno a Megrez.